# Домника
Домника    ( fl. 378 ) је била жена римског цара Валенса . Валенс, који је владао од 364. до 378. године, био је цар Истока и савладар са својим братом царем Валентинијаном I.  Након смрти свог мужа 378. године, владала је као де фацто намесница и бранила је Константинопољ од напада Гота све док није стигао његов наследник цар Теодосије I. 

## Породица
Доминика је била ћерка моћног и непопуларног преторијанског префекта Петронија, који је био омражен због своје похлепе и окрутности. Непопуларност њеног оца била је толика да је довела до побуне Прокопија, Валенсовог ривала, 365. године. 

Према извештају Амијана Марцелина :
„Царевој суровости смртоносни подстицај дао је његов таст Петроније, који је из команде Мартенске легије наглим скоком унапређен у чин патриција . Био је то човек ружан и по духу и по изгледу, који је, горећи од неумерене чежње да оголи све без разлике, осудио и кривце и невине, после изузетних мучења, на четвороструке одштете, тражећи дугове још од времена цара Аурелијана ., претерано тугујући ако је био дужан да пусти било кога да побегне неповређен.“ 
Петроније је вероватно био Панонац . Њено даље порекло је непознато. Разни њени рођаци били су на утицајним положајима. Могући рођак је Домник, Валенсов официр ког Либаније спомиње у Орацији II. Прокопија, префекта Цариграда 377. године, Зосим помиње као Валенсовог рођака по женидби. Сугерише да је такође био у сродству са Домиником.  Према Никити из Сере, Јевсевије је био њен ујак и префекту урби у епархији Понта . Никита је био коментатор дела Григорија Назијанског и идентификовао је Јевсевија са иначе неименованом фигуром која се помиње у делима Григорија. Јевсевије је тако наводно забележен у погребној беседи у част Василија Цезарејског .  
Сматра се да су имена Анастасија, Домник, Јевсевије, Петроније и Прокопије која користе различити чланови породице грчког порекла. Разни научници сугеришу да би ово могло указивати на порекло Доминике и њених рођака из породица које говоре грчки у Сирмијуму, почетној престоници преторијанске префектуре Илирика . Брак са грчком породицом могао је помоћи да се учврсти Валенсова владавина над хеленизованим Источним римским царством . 

## Брак
Удала се за Валенса ( око 354) и родила две ћерке, Анастазију и Карозу, пре него што је родила сина и наследника Валентинијана Галатеса (366–370). Према Сократу из Константинопоља и Созомена, обе ћерке је образовао Маркијан, бивши палатин ( паладин ). Маркијан је постао новацијански презвитер . Његова континуирана служба на двору наводно је осигурала да је Валенс имао толерантнији став према новацијанима. 

## Верски скандали и смрт Галатеса
Историју хришћанске цркве у раном 4. веку обележила је тринитарна контроверза. Први Никејски сабор 325. године успоставио је Никејски симбол вере, који је прогласио да су Отац, Син и Свети Дух сви једнаки једни другима и исте супстанце. Теолог Арије, оснивач аријанства, није се сложио са овим и веровао је да су три дела Тројице материјално одвојена један од другог и да је Отац створио Сина. Доминика је већ била аријанка и прича се да је наговорила свог мужа Валенса да пређе у аријанску секту.  Око 367. године, према Теодориту, Доминика је убедила Валенса да тражи крштење од Евдоксија Антиохијског, архиепископа Константинопоља . Евдоксије је био један од најутицајнијих аријанаца. 
Валенс је био један од ретких царева  који је фаворизовао аријанце. Царица је оптужена, без доказа, да је наговарала свог мужа да прогони секту Тројице, укључујући прогон многих истакнутих епископа. Прогони су били уобичајени током читаве његове владавине. 
Група паганских филозофа бавила се гатањем и предвиђала је да ће извесни филозоф по имену Теодор бити следећи цар. Када је Валенс открио ово пророчанство, сматрао је филозофе кривим за заверу против његове безбедности. Валенс се разбеснео и убио филозофе и, такав је био његов бес, убио је и друге потпуно невине филозофе, па чак и оне обучене као филозофе. 
Рана смрт младог Валентинијана била је велики ударац за његове родитеље, окружена верским скандалима и свађама. Према Сократу, Доминика је рекла свом мужу да је имала визије да је болест њиховог сина казна за злостављање епископа Василија из Цезареје . Василије је био истакнути православни вођа који се противио царевим полуаријанским веровањима. На питање да се моли за дете, познато као Галатес, Свети Василије је рекао да је одговорио дајући Валенсову посвећеност православљу као услову за дечаков опстанак. Валенс је одбио да се повинује и да Галатеса  крсти у православљу. Уместо тога, свом сину је дао аријанско крштење. Василије је одговорио да ће се испунити воља Божија, а Галат је убрзо умро.  

## Пораз код Адријанопоља и Валенсова смрт
Валенс је погинуо у борби против Гота у бици код Адријанопоља 9. августа 378. године. Тачне околности његове смрти нису познате. Готи су потом наставили да се крећу на исток и напали Цариград. Пошто није било цара који би водио снаге, царица Доминика је била принуђена да организује контранапад. Према Сократу и Созомену, Доминика је плаћала војничке плате из царске благајне свим цивилним добровољцима који су били вољни да се наоружају против освајача.  
После смрти свог мужа владала је као де фацто намесница и бранила Цариград од напада Гота све док није стигао његов наследник цар Теодосије I. Датум и околности њене смрти остају непознати. 